# 旭沢橋梁

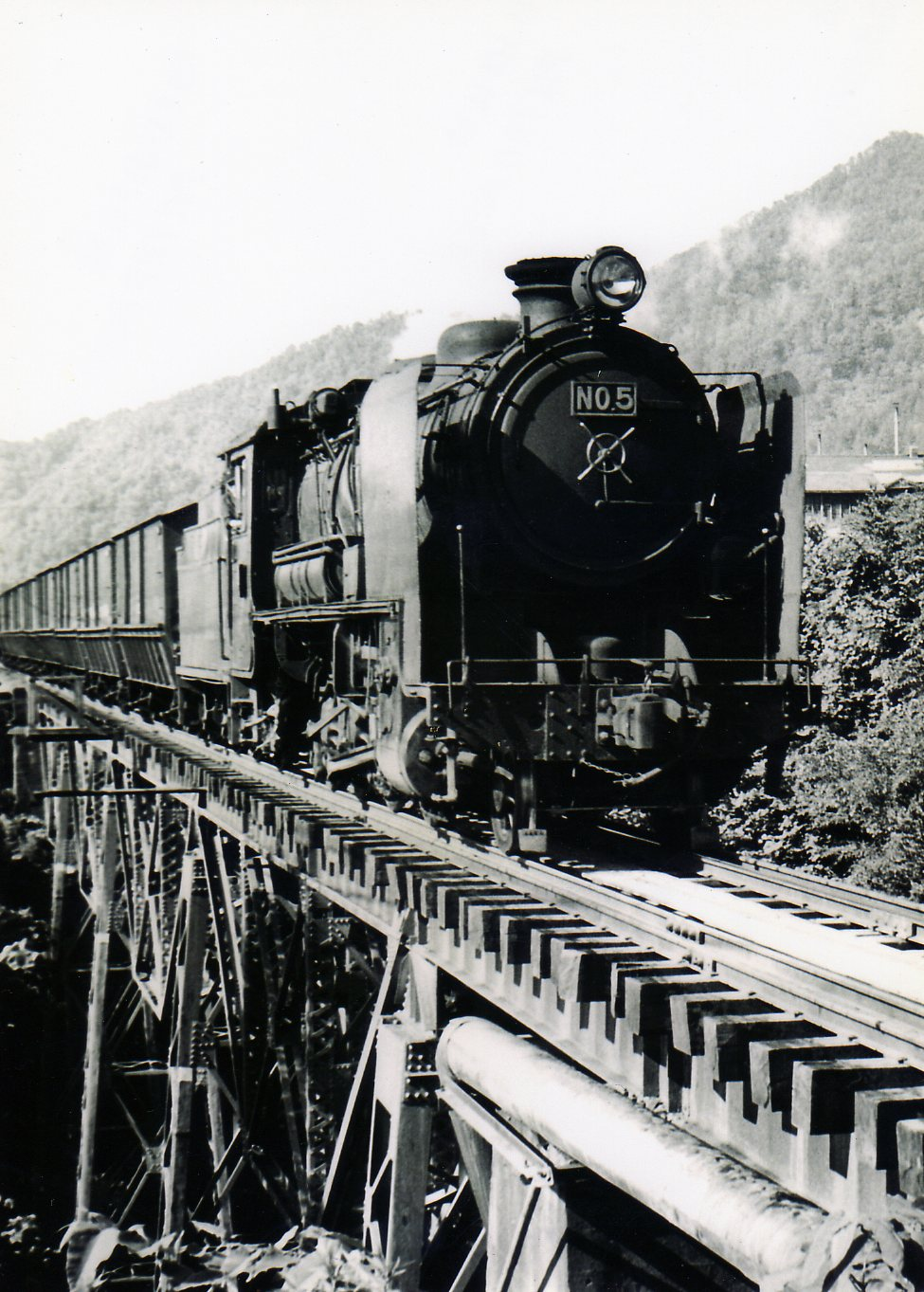
旭沢橋梁を通過する混合列車/1972年

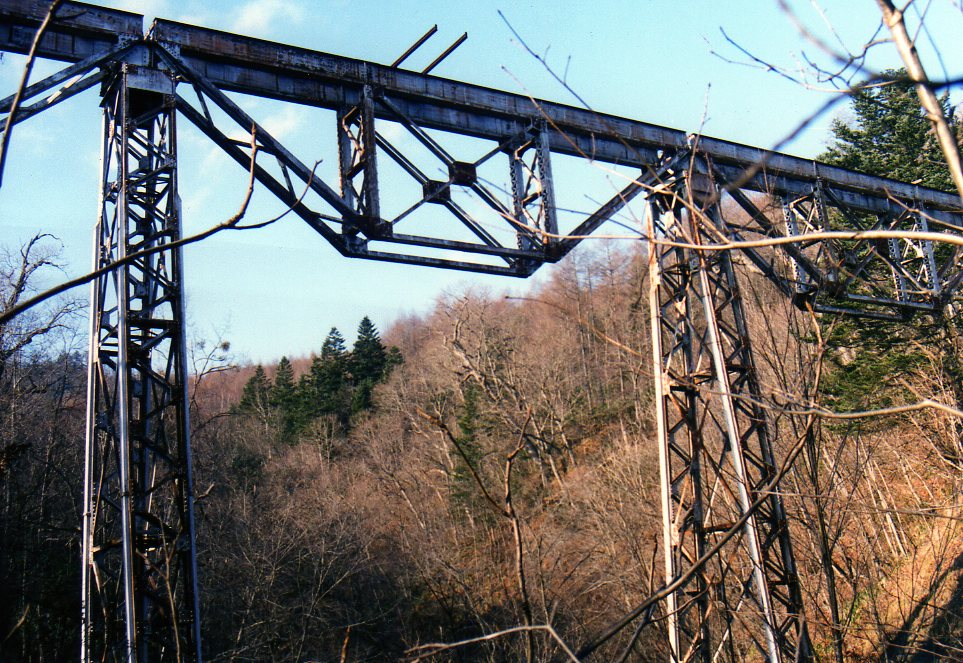
水没した旭沢橋梁/2002年

旭沢橋梁（あさひざわきょうりょう）は、北海道夕張市鹿島明石町にあるトラスド・ガーダー橋。三菱石炭鉱業大夕張鉄道線の明石町駅 - 千年町駅間にある廃橋である。第1回北海道遺産に選定された「空知の炭鉱関連施設と生活文化」の1つである。

## 沿革
三菱石炭鉱業大夕張鉄道線は、明治時代に大夕張炭鉱の石炭輸送のための専用鉄道として開業し、1929年（昭和4年）に炭鉱の北部開発に伴い路線が延長された。
その後、地方鉄道に改組したが、旭沢橋梁はこの延長時に架橋されたものである。製作は横河橋梁製作所が行い、工期を短縮するために鋼トレッスル橋脚を持つトラスド・ガーダー形式を採用し、上弦材の華奢なIビームをトラスのパネルが補強している。
延長時には南大夕張側から1～8号橋が架設され、旭沢橋梁は5号鉄橋とも呼ばれたが、旭沢より南大夕張方の明石沢橋梁が当初暗渠として計画されたが、後に橋梁に変更されたため、明石沢橋梁は8号鉄橋となっている。
昭和30年代の大夕張ダムや道路建設による埋め立てのため、1973年（昭和48年）の廃線時まで残ったのはこの2本だけである。2012年9月21日森林鉄道の三弦橋等と共に「夕張シューパロダム湖周辺の橋梁群とその景観」が夕張市文化財として指定された。2014年3月4日からのシューパロダムの試験湛水開始により水没したが、渇水期には姿を現す。
2020年9月6日、当橋梁のほか、明石町駅のホーム跡や地下通路、サイクリングロードに転用されていた線路敷など当路線の旧施設、国道452号線旧道、建物の跡など渇水期に出現する大夕張の遺構を見学する無料の散策イベントが初めて開かれた。

## データ
種別
- トラスド・ガーダー橋（単線上路プラットトラス/上路I桁/鋼構橋脚）

全長
- 72.3m（支間4×14.630m、2×5.943m）

## アクセス
旭沢橋梁のすぐ直上を国道452号が通っているが、公共交通機関は無い。「緑橋」より俯瞰出来る。